# 18-as villamos (Budapest)
A budapesti 18-as jelzésű villamos a Széll Kálmán tér és a Savoya Park között közlekedett. A viszonylatot a Budapesti Közlekedési Zrt. üzemeltette. A járműveket a Budafoki és a Szépilona kocsiszín állította ki.

## Története
1902. május 12-én indította el a BVV a Nyugati pályaudvar – Nagykörút – Mester utca – Sertésvágóhíd útvonalon közlekedő járatát, amit három évvel később, 1905. november 21-én Erzsébetfalváig hosszabbítottak meg. A villamosvonal, amely a Gubacsi úton a Határ útig két vágányon, majd Erzsébetfalván egy vágányon közlekedett a Vezér (Jókai Mór) utca – Nagy Sándor (Nagysándor József) utca – Kossuthfalvi (Szent Erzsébet) tér útvonalon a BVV egyetlen Budapestet elhagyó járata volt. A járat belső végállomása a Szabadság tér lett, majd a villamos 1910-től 18-as járatként futott tovább. 1913-tól körforgalomban járt a Erzsébetfalva – Duna-part – Kossuth tér – Nagykörút – Erzsébetfalva útvonalon. 1914 júliusában megszüntették.
1918-tól a 16-os villamos párjaként Dráva utca és Népliget között járt. 1921. május 20-ától a Népliget – Baross utca – Kecskeméti utca – Irányi utca – Ferenc József rakpart útvonalon közlekedett, majd innen az Országház téren át érte el a Nádor utcai végállomását, így a 22-es villamos párja lett. Útvonalát 1926. február 1-jén lerövidítették, így megszűnt az Országház tér – Duna-part – Eskü tér szakasz, a 18-as a továbbiakban az Eskü tér – Baross utca – Delej utca – Népliget, sporttelep útvonalon közlekedett. Még ebben az évben az Akadémia utcai vágány átadásával a villamos útvonalát módosítottak, így ezen át közlekedtek tovább. 1929-től a Népliget – Kossuth tér útvonalon járt, végül 1932. szeptember 5-én megszűnt.
1941. június 16-án a 27-es villamos jelzését 18-asra módosították és a korábbi Városliget – Damjanich utca – Rottenbiller utca – Erzsébet híd – Horthy Miklós (napjainkban Móricz Zsigmond) körtér helyett a Városliget – Damjanich utca – Rottenbiller utca – Erzsébet híd – Attila út – Krisztina körút – Déli pályaudvar útvonalon járt. Útvonalát november 24-én módosították: az Erzsébet hídtól a Duna-parton át érkezett a Margit hídhoz, majd 1942. december 14-étől a Flórián térig szállított utasokat. 1944. szeptember 24-étől Óbudáról a Horthy Miklós körtérig járt, azonban az október 1-jén kiadott menetrendben nem is szerepelt. November 1-jén reggeli céljáratként elindult a 18A villamos a Margit híd, budai hídfő és a Hungária körút között, mely rövid időn belül megszűnt.
1949. március 16-án újraindult a 18-as a Lánchíd budai hídfője és a Nagyszombat utca között. Június 1-jétől a lánchídi villamosalagút megnyitásával déli végállomása a Móricz Zsigmond körtér lett. 1950. április 1-jétől a rakpart helyett a Krisztina körúton és a Mártírok útján (ma: Margit körút) át közlekedett. 1953. május 4-én a Knurr Pálné utca – Vörösvári út – Bécsi út útvonalon az Óbuda kocsiszínig hosszabbodott, de 1957. május 20-ától vonalát visszavágták a Nagyszombat utcáig, míg délen a Kelenföldi pályaudvarig meghosszabbították. 1961. május 2-ától a Margit kórházig hosszabbodott, ezzel kiváltva a 7-es villamost. 1962. augusztus 21-étől ismét az Óbuda kocsiszínig járt. 1971-ben a szentendrei HÉV meghosszabbítási munkálatai miatt útvonala a Harcsa utca és a Kavics utca között Császárfürdő néven kialakított ideiglenes végállomásig rövidült. A munkálatok és az M2-es metróvonal befejező szakaszának elkészültével 1972. december 23-ától a 18-as a János kórház (ma: Szent János kórház) és Albertfalva, kitérő között közlekedett.
2002. június 22. és szeptember 22. között az M4-es metróvonal építéséhez kapcsolódó felszíni beruházások miatt, mint a Móricz Zsigmond körtér, a Szent Gellért tér és az ezeket összekötő Bartók Béla úti szakasz átépítése, megosztott útvonalon, északi szakaszán a Döbrentei tértől 18-as, déli szakaszán a Móricz Zsigmond körtértől 18A jelzéssel közlekedett.
2003. szeptember 8-án elindult a 118-as jelzésű tehermentesítő járata, ami Budagyöngye és Albertfalva, kitérő között közlekedett a reggeli csúcsidőben. A Savoya Park bevásárlóközpont megnyitásához kapcsolódóan, 2005. február 1-jétől egy 600 méteres újonnan épült pályaszakasszal meghosszabbítva a 18-as a Savoya Parkig közlekedett, mellette a 118-as egész nap járt. 2006. augusztus 21-én az M4-es metró építése miatt a járatok déli végállomását a Kelenföld kocsiszínhez (Csóka utca) helyezték át. A kieső Fehérvári úti szakaszon 18A jelzéssel indult villamosjárat, ami Savoya Park és Albertfalva, kitérő, majd egy héttel később a Kanizsa utcai ideiglenes végállomás között közlekedett. 2007. július 23-án a Fehérvári úti villamospálya elkészültével visszaállt a korábbi forgalmi rend a vonalakon, és a 18A viszonylat megszűnt. Augusztus 21-én a Szabadság híd felújítása miatt átalakult a budai villamoshálózat, ekkor a 18-as útvonala Hűvösvölgyig hosszabbodott, a 118-as pedig megszűnt. A munkálatok befejeztével, 2008 decemberében útvonala a Moszkva térig rövidült a járat zavarérzékenysége miatt.
2015. június 16-tól új megállóhely létesült a vonalon Rudas Gyógyfürdő néven.
2015. november 14. és 22. között pályafelújítás miatt két ágra bontva közlekedett, a Széll Kálmán tér és Rudas Gyógyfürdő között, illetve az Újbuda-központ és a Savoya Park között. A Széll Kálmán téri ágon emiatt Ganz ICS villamosok közlekedtek a megszokott Tatra T5C5 és Tatra T5C5K helyett.
2015. november 30. és december 6. között a Déli pályaudvarig közlekedett a Széll Kálmán tér átépítése miatt.

### 18-61
2015. május 16-án és 17-én a 18-as és a 61-es villamos összevont járataként közlekedett a Széll Kálmán tér és a Savoya Park között. Ekkor a 18-as és a déli 61-es villamos közlekedése szünetelt. A vonalon Tatra T5C5 és Tatra T5C5K2 szerelvények közlekedtek vegyesüzemben. Ezen időszak alatt a 18-as villamos helyett pótlóbusz közlekedett a Széll Kálmán tér és Újbuda-központ között.

### 1-18
A Fehérvári úton zajló felújítási munkák miatt 2015. szeptember 26-27-én a 18-as villamos módosított és megosztott útvonalon a Széll Kálmán tér és Kelenföld vasútállomás között 18-as jelzéssel, valamint az 1-es villamossal összevonva a Bécsi út / Vörösvári úttól a Hungária körút–Népliget–Etele út / Fehérvári út érintésével a Savoya Parkig közlekedett 1-18-as jelzéssel. Ezzel egy időben a Móricz Zsigmond körtér és az Etele út / Fehérvári út között 18-47-es jelzésű pótlóbusszal lehetett utazni.

### Megszűnése
A BKK a budai fonódó villamoshálózat miatti átszervezések kapcsán útvonalát Hűvösvölgyig hosszabbította volna, így a villamos visszanyerte volna 2007-es útvonalát. Üzemideje csúcsidőre korlátozódott volna, követési ideje 15 percre. A villamost az 56-oshoz hangolták volna, mely a Savoya Park helyett a Városház térig ment volna, szintén csúcsidőben 15 percenként. Csúcsidőn kívül a 18-ast a 17-es és az 56A villamos pótolta volna.
2016. január 16-ától a 18-as helyett a Városház térig újrainduló 56-os jár 7-8 perces követési idővel, a Savoya Parkhoz pedig a 17-es villamos tér be. Az 56-os a Budafok központjának számító Városház térig csak csúcsidőben, a 47-es klasszikus dél budai járatot sűrítve, egyéb időszakokban a Móricz Zsigmond körtérnél a Fehérvári út északi torkolatánál a Magyar Posta épülete és a Szakorvosi rendelő közötti tárolóvágányon a 17-es villamost a Villányi úton és az Alkotás utca sűrítve közösen végállomásozik egy középső tárolóvágányon, amit szakmai berkekben a villamosvezetők és a villamosbarátok tréfásan "SZTK rendezőnek" neveznek.
2024. december 15-én a Karácsonyi fényvillamos program keretén belül egy napra újra indult a 18-as villamos a Savoya Park és a Szent János Kórház között, ami 2003 és 2007 között volt a viszonylata. A szerelvényeket ekkor a 3873-3888 pályaszámú Ganz UV típusú villamos továbbította.

## Útvonala
| Savoya Park felé | Széll Kálmán tér felé |
| --- | --- |
| Széll Kálmán tér M vá. – Krisztina körút – Döbrentei tér – Szent Gellért rakpart – Szent Gellért tér – Bartók Béla út – Móricz Zsigmond körtér – Fehérvári út – Feltáró út – Savoya Park vá. | Savoya Park vá. – Feltáró út – Fehérvári út – Móricz Zsigmond körtér – Bartók Béla út – Szent Gellért tér – Szent Gellért rakpart – Döbrentei tér – Krisztina körút – Széll Kálmán tér M vá. |

## Megállóhelyei
| -4 | Szent János Kórház végállomás (1972–2007)                         | 35 | 56, 118, Fogaskerekű 22, 28, 128, 156, 158                                                           | Nem érintette |
| -3 | Fogaskerekű Vasút                                                 | 34 | 56, 118, Fogaskerekű 5, 156                                                                          | Nem érintette |
| -2 | Nyúl utca                                                         | 33 | 56, 118 5                                                                                            | Nem érintette |
| 0  | Széll Kálmán tér M végállomás (2008–2016) (korábban: Moszkva tér) | 32 | 4, 6, 56, 59, 61, 118 5, 21, 21, 22, 22, 28, 39, 49, 56, 90, 128, 156, 158, Vár                      | 4, 6, 59, 61 5, 16, 16A, 21, 21A, 22, 39, 91, 102, 116, 128, 129, 139, 140, 140A, 142, 149, 155, 156, 222 781, 782, 783, 784, 785, 786, 787, 789, 794, 795 |
| 2  | Déli pályaudvar M                                                 | 30 | 59, 61, 118 21, 21, 39, 102, 139 Budapest-Déli                                                       | 59, 61 21, 21A, 39, 102, 139, 140, 140A, 142 1256 S10 , S30 , G30 , Z30 , S34 , S35 , S40 , S42 , IC, sebesvonat, gyorsvonat, nemzetközi gyorsvonat        |
| 3  | Mikó utca                                                         | 28 | 118                                                                                                  | |
| 4  | Krisztina tér                                                     | 26 | 118 5, 78, 105                                                                                       | 5, 16, 105, 178 |
| 6  | Dózsa György tér                                                  | 24 | 118 5, 16, 78                                                                                        | 5, 16, 178 |
| 8  | Döbrentei tér                                                     | 22 | 19, 41, 118 5, 7, 7A, 8, 73, 78, 86, 112                                                             | 5, 17, 86, 178 |
| 9  | Rudas Gyógyfürdő (2015-ben létesített megálló)                    | 21 | Nem érintette                                                                                        | 19, 41 7, 8, 17, 86, 107, 110, 112, 233, 239 |
| 11 | Szent Gellért tér M                                               | 19 | 19, 41, 47, 49, 118 7, 7A, 73, 86, Tétény                                                            | 19, 41, 47, 48, 49 7, 17, 86, 107, 133, 233 |
| 13 | Gárdonyi tér (korábban: Bertalan Lajos utca)                      | 17 | 19, 41, 47, 49, 118                                                                                  | 19, 41, 47, 48, 49 |
| 15 | Móricz Zsigmond körtér M                                          | 16 | 6, 19, 41, 47, 49, 61, 118 3, 3, 7, 7A, 7, 27, 40, 40, 40E, 53, 73, 140E, 153, 173, Újbuda, Infopark | 6, 19, 41, 47, 48, 49, 61 7, 27, 33, 107, 240, 253 |
| 16 | Újbuda-központ M (korábban: Bocskai út)                           | 14 | 4, 41, 47, 118 3, 12, 53, 86, Újbuda                                                                 | 4, 41, 47, 48 33, 53, 86, 150, 153, 153A, 154, 212, 252 1251, 1253                                                                                         |
| 17 | Csonka János tér (korábban: Fővárosi Művelődési Ház)              | 12 | 41, 47, 118                                                                                          | 41, 47, 48 |
| 18 | Hauszmann Alajos utca (korábban: Bártfai utca)                    | 10 | 41, 47, 118                                                                                          | 41, 47, 48 |
| 20 | Etele út / Fehérvári út (korábban: Hengermalom út, Etele út)      | 9  | 41, 47, 118 14, 103, 114                                                                             | 1, 41, 47, 48 103, 114, 214 689, 691 |
| 21 | Kalotaszeg utca                                                   | 8  | 41, 47, 118                                                                                          | 41, 47, 48 |
| 22 | Andor utca (korábban: Galvani utca)                               | 7  | 41, 47, 118 14, 114                                                                                  | 41, 47, 48 114, 214 |
| 23 | Albertfalva kitérő végállomás (1972–2005)                         | 6  | 41, 47, 118                                                                                          | 41, 47, 48 |
| 25 | Albertfalva utca (korábban: Építész utca)                         | 4  | 41, 47 14, 114                                                                                       | 41, 47, 48 114, 213, 214 |
| 26 | Fonyód utca (korábban: Vegyész utca)                              | 3  | 41, 47 14, 114                                                                                       | 41, 47, 48 114, 213, 214 |
| 28 | Budafok kocsiszín (korábban: Forgalmi utca)                       | 2  | 41, 47 7A Budafok-Albertfalva                                                                        | 41, 47, 48 7, 58, 114, 213, 214, 258 S30 , S34 , S35 , S36                                                                                                 |
| 31 | Savoya Park végállomás (2005–2016)                                | 0  | 58                                                                                                   | 48 141, 158, 250, 241, 251 |